# San Miguel de Cabo de Gata
San Miguel de Cabo de Gata, chiamato comunemente Cabo de Gata, è una località nella provincia di Almería, nel comune di Almería. La sua popolazione nel 2022 era di 1 598 abitanti.

## Geografia fisica
Si trova all'estremità orientale del comune di Almeria, 28 km dalla città, immersa nel Parco naturale di Cabo de Gata-Nijar. È uno dei principali villaggi del Parco e il maggiore sul versante ovest del promontorio del Cabo. 
Dista 2 chilometri dalle Salinas de Cabo de Gata e 7 chilometri dal Faro de Cabo de Gata.

## Economia
Da un'economia basata esclusivamente sulla pesca inizia a mostrare un'apertura verso agricoltura e al turismo.
È dotato di diversi servizi tra cui ristoranti, bar, gelaterie e alcuni micro supermercati.

## Turismo
I servizi e la sua posizione centrale rispetto al lato orientale della baia di Almeria lo rendono un buon punto di sosta per chi visita il versante est della baia di Almeria e quello ovest del parco Naturale di Cabo de Gata.

## Monumenti e luoghi di interesse

### Playa de San Miguel

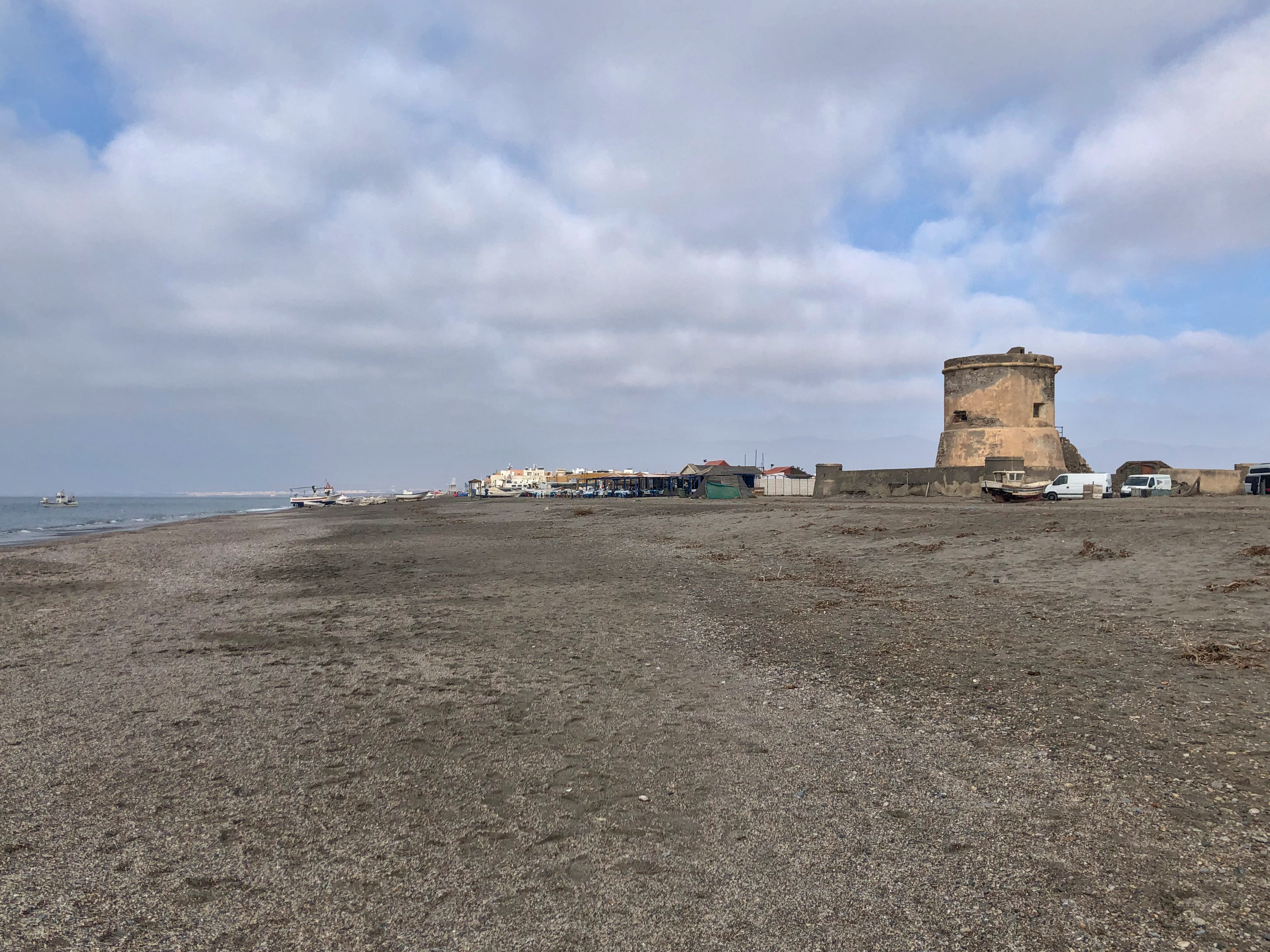
Playa de San Miguel de Cabo de Gata

L'abitato di San Miguel de Cabo de Gata affianca per tutta la sua estensione la Playa de San Miguel, più conosciuta come Spiaggia di Cabo de Gata. Sabbiosa e ghiaiosa, misura circa 90 metri per 2,5 chilometri, circa 500 dei quali affiancati dalla passeggiata sul lungomare.
È particolarmente amata per i panorami al tramonto sulla baia di Almeria.

### Torreón de San Miguel

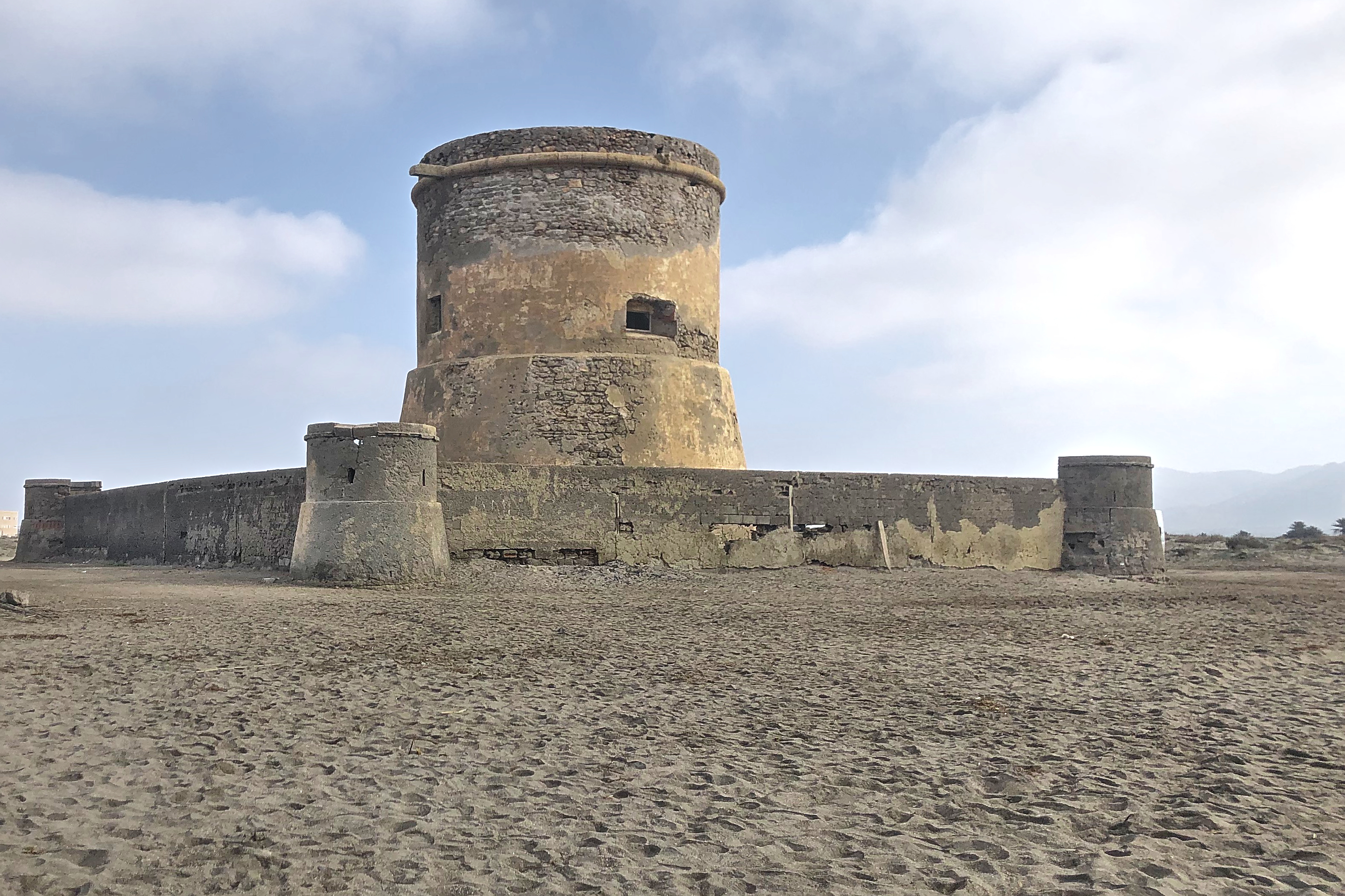
Torreón de San Miguel de Cabo de Gata

Nel punto più ad est della Playa di San Miguel si erge il Torreón de San Miguel (o Torreon de Gata), torre difensiva costruita per volere di Fernando VI tra il XVII e il XVIII per la difesa delle saline e della città di La Almadraba. 
Abbandonato alla fine della Guerra d'Indipendenza, divenne proprietà della Guardia Civil nel 1941, ma cadde di nuovo in disuso in seguito al trasferimento di questa in una nuova caserma. 
Non è attualmente visitabile all'interno.
Sulla spiaggia di fronte alla torre i pescatori attraccano le loro barche dopo la pesca notturna. Sul retro alcune bancarelle costeggiano la spiaggia.